# Poisson d'Argent (récompense)
Pour les articles homonymes, voir Poisson d'argent.
Le Poisson d'Argent (en anglais Silver Fish) est la plus haute récompense pour adultes dans le guidisme. Il est décerné pour un service exceptionnel rendu au Guidisme combiné à un service rendu au guidisme mondial. 
Le prix change beaucoup depuis sa première apparition en 1911, étant initialement décerné aux filles après avoir obtenu un certain nombre de badges, puis via de nombreuses étapes jusqu'à la plus haute distinction du mouvement du guidisme dans le monde, et enfin à sa position de prix du guidisme.

## Critères
Le Poisson d'Argent n'est pas obtenu, mais remis à ceux qui sont nommés et considérés comme dignes de ce prix. Les médaillés doivent être membres du guidisme, avoir rendu des services exceptionnels au guidisme à plus d’un titre et apporté une contribution au guidisme mondial.
Idéalement, les candidats devraient être à plus de 18 mois de leur retraite et avoir occupé un poste dans les 6 mois suivant leur nomination.

## Histoire
La récompense du Poisson d'Argent existe depuis le début du mouvement guidiste. Le choix du Poisson d'Argent est le résultat de la visite de Lord Baden-Powell au Japon, où il a appris que lorsqu'un fils naissait, les parents accrochaient un petit poisson d'argent à leur porte, ce qui signifiait que le garçon serait capable de « nager vers le haut » à travers les défis de la vie. Si une fille naissait, une petite poupée était utilisée. Cela indiquait que le seul objectif d’une fille était d’élever une famille. Lord Baden-Powell a décidé de faire de la plus haute distinction d'un guide un poisson d'argent, pour montrer que les filles sont tout aussi capables que les garçons de lutter contre les enjeux.

### Prix des guides
Le prix est mentionné dans l'édition de novembre 1909 de la Gazette du siège des Boy Scouts dans « The Scheme for "Girl Guides" ». Ici, une fille doit réussir dix-sept badges d'efficacité spécifiés. Cependant, dans la brochure A : Baden-Powell Girl Guides, a Suggestion for Character Training for Girls, également publiée en 1909, vingt badges d'efficacité sont nécessaires pour obtenir le Poisson d'Argent. Ce nombre est ensuite réduit à quinze et, en outre, un bon travail global est nécessaire.

### Prix des scouts féminines aux États-Unis
À l'époque de la fondation des Girl Scouts of the USA en 1912, leur manuel classait le Poisson d'Argent comme la plus haute distinction du scoutisme féminin.
Cinq Américaines ont reçu le Silver Fish :
- Juliette Gordon Low, fondatrice de Girl Scouts USA
- Anne Hyde Choate, filleule de Juliette et deuxième présidente de Girl Scouts USA
- Helen Storrow, donatrice de Our Chalet
- Jane Deeter Rippin, directrice nationale de GSUSA
- Julia Cobb Crowell, présidente du comité

## Voir également
- Loup d'argent pour services distingués rendus au Scoutisme au Royaume-Uni